# جو ديفيد براون
جو ديفيد براون (بالإنجليزية: Joe David Brown)‏ (12 مايو 1915 - 22 أبريل 1976 ) صحفي، وروائي من الولايات المتحدة.

## الجوائز
- ميدالية النجمة البرونزية
- وسام القلب الأرجواني

## روابط خارجية
- جو ديفيد براون على موقع IMDb (الإنجليزية)
- جو ديفيد براون على موقع قاعدة بيانات الفيلم (الإنجليزية)